# Rekonstrukcja (film 2003)
Rekonstrukcja (duń. Reconstruction) – duński dramat psychologiczny z 2003 roku w reżyserii Christoffera Boe, będący jego pełnometrażowym debiutem. Zdjęcia kręcono w Kopenhadze. Inspiracją do stworzenia filmu było zdjęcie francuskiego fotografa Jacques'a Henri Lartigue'a.

## Opis fabuły
Fotograf Alex, zostawia swoją dziewczynę, Simone, dla przypadkowo poznanej Aimee.

## Obsada
- Nikolaj Lie Kaas – Alex David
- Maria Bonnevie – Simone/Aimee Holm
- Krister Henriksson – August Holm
- Nicolas Bro – Leo Sand
- Ida Dwinger – Monica
- Helle Fagralid – Nan Sand
- Peter Steen – Mel David